# José María Rubio Peralta
José María Rubio Peralta (Dalías, província d'Almeria, 22 de juliol de 1864 - Aranjuez, Madrid, 2 de maig de 1929) fou un prevere jesuïta que va dedicar la seva vida a les activitats pastorals, socials i caritatives en favor dels pobres. Conegut com a “Apòstol de Madrid”, és venerat com a sant per l'Església Catòlica Romana.

## Biografia
Fill d'agricultors, José Rubio va entrar de jove al seminari de Granada. Va ésser ordenat sacerdot el 24 de setembre de 1887. Va ésser vicari a Chinchón (1887-1889) i rector a Estremera (1889-1890). A demanda del bisbe, va reprendre els estudis i es llicencià en teologia el 1896: va fer el doctorat en dret canònic a Toledo (1897). Va ésser professor al seminari de Madrid, on ensenyava literatura llatina i teologia pastoral, essent alhora canceller de la diòcesi.
El 1906 va ingressar a la Companyia de Jesús, amb 42 anys, professant-hi el 1911. Va començar a ésser conegut per la seva predicació entre les classes populars, senzilla i sincera, que va cridar l'atenció i el feren conegut entre el poble. Predicava a les barriades més pobres i era particularment atent amb els més necessitats i marginats. Va crear, per treballar amb ells, associacions com la Guardia de Honor del Sagrado Corazón, les Marías de los Sagrarios, grups de laics que feien apostolat social i escoles socials al barri de la Ventilla, ajudat pels mestres Juan i Demetrio de Andrés.
Per raons de salut, va ésser traslladat a la infermeria i noviciat d'Aranjuez (Madrid) on morí tres dies després d'arribar, el 2 de maig de 1929.

## Veneració

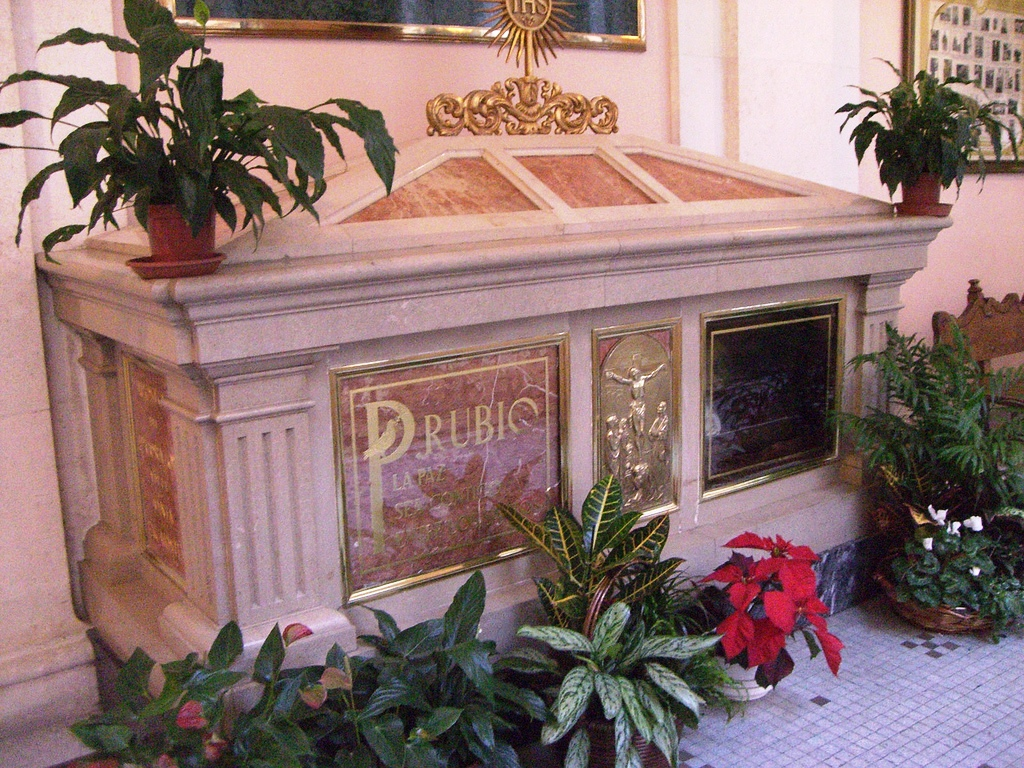
Tomba del sant a San Francisco de Borja (Madrid)

En morir, l'arquebisbe de Madrid el va nomenar públicament “Apòstol de Madrid”, títol amb el qual va ésser conegut després. El 1985, Joan Pau II el beatificà, i ell mateix el canonitzà durant un viatge a Madrid, el 4 de maig de 2003. La seva festivitat és el 2 de maig.